# Дон Кихот (фильм, 1992)
«Дон Кихот» (исп. Don Quijote de Orson Welles) — незаконченный кинофильм режиссёра Орсона Уэллса, который снимался в основном между 1957 и 1972 годами, однако так и не был завершён. В 1992 году лента была смонтирована Хесусом Франко и выпущена в прокат.

## Сюжет
Лента является свободной экранизацией знаменитого одноимённого романа Сервантеса. Персонажи «рыцаря печального образа» дон Кихота и его верного оруженосца Санчо Пансы перенесены в наше время, что, по замыслу режиссёра, должно отображать вечность этих образов, которые уже во времена Сервантеса были анахронизмом.

## В ролях
- Франсиско Рейгера — Дон Кихот
- Аким Тамиров — Санчо Панса
- Орсон Уэллс — камео
- Патти Маккормак — Дульсинея Тобосская
- Паола Мори — женщина на скутере

1. ↑  Česko-Slovenská filmová databáze (чеш.) — 2001.